# Écoute ma chanson (film)
Écoute ma chanson (Escucha mi canción) est un film espagnol réalisé par Antonio del Amo, sorti en 1959. 

## Synopsis
Joselito vit pauvrement chez une paysanne qui ne l'aime guère. Son père l'avait confié tout bébé à cette femme à l'insu de la mère de l'enfant afin d'exercer sur elle un chantage mais était mort dans un accident de voiture le jour même, si bien que personne ne connaissait son identité, ni lui-même, ni la vieille femme et sa mère le croit disparu.
Un jour, voyant passer une troupe de gitans qui donnent un spectacle, il s'enfuit et part avec eux, séduits qu'ils sont par sa voix extraordinaire. Un directeur de théâtre le remarque et l'achète aux gitans sous la menace de les dénoncer pour vol d'enfant. Joselito entame une carrière lucrative de chanteur prodige, mais il oblige son nouveau manager à partager ce succès avec ses amis les gitans.
Passant à la télévision, sa mère le reconnaît grâce à l’anecdote d'un médaillon qu'il porte au cou depuis sa naissance, elle prend contact avec lui mais est gênée par le secret qui a entouré sa naissance, elle est la fille d'un riche marquis espagnol qui ignore l'existence du garçon, Joselito va devoir arranger lui-même le problème.

## Fiche technique
- Titre original : Escucha mi canción
- Réalisation : Antonio del Amo
- Scénario : Emilio Canda, Antonio del Amo et José Manuel Iglesias
- Photographie : Juan Mariné
- Musique : Augusto Algueró
- Montage : Petra de Nieva
- Durée : 86 min

## Distribution
- Joselito (VF : Pierre Guillermo)  : Joselito
- Luz Márquez (sous le nom de "Luz Marquez") (VF : Maria Tamar)  : Martha d'Alvar
- Pilar Sanclemente : Lucinda (sous le nom de "Pilarín Sanclement")
- Jesús Tordesillas
- Barta Barri (VF : Jean-Henri Chambois) : Trompetti, directeur du cirque
- Carlos Miguel Solá (sous le nom de "Carlos M. Solá")
- Salvador Soler Marí (sous le nom de "Salvador Soler Mari") (VF : Fernand Rauzena) : Gonzales directeur du theatre
- Dolores Villaespesa
- Ismael Elma
- Antonio Fernández